# Ga Deokcheon
Ga Deokcheon là ga của Busan Metro Tuyến 2 và Tuyến 3 nằm ở Deokcheon-dong, quận Buk, Busan. Tên phụ trong dấu ngoặc đơn là Viện Khoa học và Công nghệ Busan.

## Liên kết
- Mạng thông tin trạm, Tuyến 2 từ Tổng công ty vận chuyển Busan (tiếng Hàn)
- Mạng thông tin trạm, Tuyến 3 từ Tổng công ty vận chuyển Busan (tiếng Hàn)